# 贝尔格莱德中国文化中心
贝尔格莱德中国文化中心（羅馬化：Kineski Kulturni centar，直译：中国文化中心），塞尔维亚共和国首都贝尔格莱德的一座在建的中国文化中心，座落在1999年5月7日被北约炸毁的中国驻南联盟大使馆的旧址之上。

## 历史
2004年，中華人民共和国政府与塞尔维亚和黑山政府就1999年5月7日23时45分被美国导弹炸毁的中国大使馆馆舍问题签署协议，中方将使馆旧址及其使用权移交给塞黑，塞黑无偿向中国提供建设新馆舍的建设用地。2010年年底，被炸的旧馆被贝尔格莱德市政府拆除，在原址保留有一块市政府立的纪念牌。
2014年12月，中华人民共和国与塞尔维亚共和国双方签署《关于互设文化中心的协议》，以作为两国文化交流的窗口和平台。贝尔格莱德中国文化中心由山东高速集团所属的山东对外经济技术合作集团有限公司负责承建，由中国上海的一家设计院完成方案设计，由塞尔维亚当地的一家设计院完成详细设计，具体建设由一家塞尔维亚国有控股的大型建筑公司承包。
该中心位于中国驻南联盟被炸使馆旧址之上，占地面积约10亩，项目总投资约5500万欧元，设计建筑面积3.2万平方米，地上8层2.4万平方米，地下2层0.8万平方米，主体建筑外立面的造型创意来自于中国古代著名画家米友仁的一幅山水画的意境。中心主要包含中国文化中心、使馆公寓区、商务接待区及商务办公区四个功能区。2016年6月17日，中国国家主席习近平同塞尔维亚总统尼科利奇在贝尔格莱德共同出席中国文化中心奠基仪式。贝尔格莱德市市长西尼沙·马利宣布将中国文化中心外的道路命名为“孔子大街”，并将广场命名为“中塞友谊广场”，而中国文化中心的地址为孔子大街1号。
2016年10月31日，中华人民共和国文化部与山东省政府签署了共建贝尔格莱德中国文化中心的合作协议。2017年7月，贝尔格莱德中国文化中心建设项目正式开工，至2018年12月，地上规划8层的建筑主体已建筑至5层，主体结构2019年4月16日封顶。该中心建成后将成为西巴尔干地区的第一家中国文化中心，曾计划建成后委托由山东省人民政府管理运作，后改为建成后由中国文化部回购并负责运营管理。据山东高速集团当地员工苏达·塔尼亚介绍，中国文化中心建成后有中国展厅，以及中国厨房、中国戏台、中国教室等一系列的主题场馆。
2022年底，贝尔格莱德中国文化中心被中国建筑业协会公布列入2022年中国建设工程鲁班奖（境外工程）名单。

## 备注
1. ↑  2003年2月4日，南斯拉夫联盟共和国重组并改名为“塞尔维亚和黑山”
2. ↑  塞尔维亚和黑山国家联盟在2006年已经解体，贝尔格莱德市仍为塞尔维亚首都